# Martin McDonagh
Martin McDonagh (/ˈmɑrtɪn məkˈdɒnə/; Londra, 26 marzo 1970) è un commediografo, sceneggiatore, regista e produttore cinematografico britannico di origini irlandesi.
È principalmente noto per aver diretto le pellicole In Bruges - La coscienza dell'assassino (2008), 7 psicopatici (2012), Tre manifesti a Ebbing, Missouri (2017) e Gli spiriti dell'isola (2022). Nel corso della sua carriera si è aggiudicato un Premio Oscar, due Golden Globe e quattro British Academy Film Awards. In ambito teatrale ha vinto tre Laurence Olivier Award, un Drama Desk Award ed è stato candidato quattro volte ai Tony Awards. Nel 1999 fu tra i destinatari del V Premio Europa Realtà Teatrali conferito al Royal Court Theatre (con Sarah Kane, Mark Ravenhill, Jez Butterworth, Conor McPherson).

## Biografia
Nato nel distretto di Camberwell, a Londra, da genitori irlandesi, McDonagh vive la sua gioventù nella capitale inglese, ma rimane fortemente legato alla sua terra di origine tanto da ambientarvi tutti i suoi lavori teatrali. Fratello minore di John Michael McDonagh, anch'egli regista e sceneggiatore, è dotato sia della cittadinanza inglese sia di quella irlandese.

### Opere teatrali
Con la sua prima opera, The Beauty Queen of Leenane, ottiene numerosi riconoscimenti internazionali, tra cui l'Evening Standard Award come miglior commediografo emergente. Il successo ottenuto lo induce a scrivere i due episodi successivi della storia, A Skull in Connemara e The Lonesome West (rappresentato in Italia con il titolo di Occidente solitario e diretto dal regista colombiano Juan Diego Puerta López), dando vita così ad una trilogia, The Leenane Trilogy. La sua seconda trilogia, The Aran Islands Trilogy, lo consacra a pieno titolo come commediografo di successo, garantendogli una serie di riconoscimenti in tutto il mondo. The Banshees of Inisheer, terza parte di The Aran Islands Trilogy, non è stata né pubblicata né rappresentata perché, a giudizio dello stesso McDonagh, «isn’t any good».
Nel 1997, a soli 27 anni, ben quattro dei suoi spettacoli vengono rappresentati simultaneamente nei teatri del West-End di Londra (impresa riuscita solamente ad un altro drammaturgo, William Shakespeare). Tra le altre opere ricordiamo The Pillowman (2003), che ottiene un Laurence Olivier Award, uno dei riconoscimenti più prestigiosi del teatro inglese. Nel 2010 il The New York Times lo ha definito "uno dei più importanti commediografi irlandesi viventi". Nel 2015 una sua nuova opera teatrale, Hangmen, va in scena al Royal Court Theatre. Nel 2016 anche Hangmen vince il Laurence Olivier Award.

### Film
L'esordio nel mondo del cinema avviene nel 2005 con il cortometraggio Six Shooter, da lui scritto e diretto e il cui cast è principalmente composto da suoi precedenti collaboratori teatrali, tra cui Brendan Gleeson, Ruaidhri Conroy, David Wilmot e Aisling O'Sullivan. Il debutto alla regia di McDonagh viene apprezzato, e gli frutta il suo primo Oscar, per il miglior cortometraggio.
McDonagh entra quindi in trattative con Focus Features per scrivere e dirigere il suo primo lungometraggio. La pellicola, In Bruges - La coscienza dell'assassino, esce nel 2008 ed è una commedia nera che parla di due sicari, interpretati da Colin Farrell e Brendan Gleeson, che vengono spediti nella cittadina belga di Bruges dal loro capo, interpretato da Ralph Fiennes, a seguito di un incarico andato male. Scelto per aprire il Sundance Film Festival 2008, il film ottiene critiche entusiastiche e si aggiudica un BAFTA alla migliore sceneggiatura originale, un British Independent Film Award come miglior sceneggiatura, una nomination agli Oscar (miglior sceneggiatura originale) ed un Golden Globe, assegnato a Colin Farrell come miglior attore protagonista.
In un'intervista del 2008 alla rivista Stop Smiling, McDonagh ha rivelato che il suo prossimo film si sarebbe intitolato 7 psicopatici. Le riprese si sono svolte nel 2011, con nel cast Colin Farrell, Sam Rockwell, Woody Harrelson, Christopher Walken, Tom Waits, Abbie Cornish, Olga Kurylenko e Željko Ivanek. La pellicola è stata presentata al Toronto International Film Festival 2012, dove ha vinto il People Choice Award - Midnight Madness, ed è stata distribuita nelle sale lo stesso anno. Il film è stato accolto positivamente da pubblico e critica, nonostante venga considerato inferiore a In Bruges.
Nel 2015, durante la promozione del suo nuovo spettacolo teatrale, McDonagh ha annunciato il suo terzo film, Tre manifesti a Ebbing, Missouri, in cui Frances McDormand interpreta una madre che inizia una personale guerra contro la polizia cittadina dopo l'omicidio di sua figlia. Nel cast anche Woody Harrelson, Sam Rockwell, Abbie Cornish, Peter Dinklage, Lucas Hedges e John Hawkes. Il film ha vinto due premi Oscar (miglior attrice a Frances McDormand e miglior attore non protagonista a Sam Rockwell) su sette candidature, portandosi a casa anche quattro Golden Globe su sei nomination, tra cui il Golden Globe per il miglior film drammatico.
Nel 2022 scrive e dirige Gli spiriti dell'isola, interpretato da Colin Farrell e Brendan Gleeson, film acclamato dalla critica e che ha ricevuto nove candidature ai premi Oscar 2023, senza però vincere alcuna statuetta, e otto Golden Globe 2023.

## Teatro

### Trilogia di Leenane
- La bella regina di Leenane (The Beauty Queen of Leenane) (1996)
- A Skull in Connemara (1997)
- Occidente solitario (The Lonesome West) (1997)

### Trilogia delle Isole Aran
- Lo storpio di Inishmaan (The Cripple of Inishmaan (1996)
- Il tenente di Inishmore (The Lieutenant of Inishmore) (2001)
- The Banshees of Inisheer (né pubblicato né rappresentato[6])

### Altre
- The Pillowman (2003)
- A Behanding in Spokane (2010)
- Hangmen (2015)
- A Very Very Very Dark Matter (2018)

## Filmografia

### Regista e sceneggiatore
- Six Shooter – cortometraggio (2004)
- In Bruges - La coscienza dell'assassino (In Bruges) (2008)
- 7 psicopatici (Seven Psychopaths) (2012)
- Tre manifesti a Ebbing, Missouri (Three Billboards Outside Ebbing, Missouri) (2017)
- Gli spiriti dell'isola (The Banshees of Inisherin) (2022)

### Produttore
- The Second Death, regia di John Michael McDonagh – cortometraggio (2000) - produttore esecutivo
- Un poliziotto da happy hour (The Guard), regia di John Michael McDonagh (2011) - produttore esecutivo
- 7 psicopatici (Seven Psychopaths) (2012)
- Tre manifesti a Ebbing, Missouri (Three Billboards Outside Ebbing, Missouri) (2017)
- Gli spiriti dell'isola (The Banshees of Inisherin) (2022)

## Riconoscimenti
- Premio Oscar
  - 2006 – Miglior cortometraggio per Six Shooter
  - 2009 – Candidatura alla miglior sceneggiatura originale per In Bruges - La coscienza dell'assassino
  - 2018 – Candidatura al miglior film per Tre manifesti a Ebbing, Missouri
  - 2018 – Candidatura alla miglior sceneggiatura originale per Tre manifesti a Ebbing, Missouri
  - 2023 – Candidatura al miglior film per Gli spiriti dell'isola
  - 2023 – Candidatura al miglior regista per Gli spiriti dell'isola
  - 2023 – Candidatura alla miglior sceneggiatura originale per Gli spiriti dell'isola
- Golden Globe[28]
  - 2018 – Candidatura al miglior regista per Tre manifesti a Ebbing, Missouri
  - 2018 – Miglior sceneggiatura per Tre manifesti a Ebbing, Missouri
  - 2023 – Candidatura al miglior regista per Gli spiriti dell'isola
  - 2023 – Miglior sceneggiatura per Gli spiriti dell'isola
- Premio BAFTA
  - 2006 – Candidatura al miglior cortometraggio per Six Shooter
  - 2009 – Miglior sceneggiatura originale per In Bruges - La coscienza dell'assassino
  - 2009 – Candidatura al miglior film britannico per In Bruges - La coscienza dell'assassino
  - 2012 – Candidatura al miglior film britannico per 7 psicopatici
  - 2018 – Miglior film per Tre manifesti a Ebbing, Missouri
  - 2018 – Miglior film britannico per Tre manifesti a Ebbing, Missouri
  - 2018 – Candidatura al miglior regista per Tre manifesti a Ebbing, Missouri
  - 2018 – Miglior sceneggiatura originale per Tre manifesti a Ebbing, Missouri
  - 2023 – Candidatura al miglior film per Gli spiriti dell'isola
  - 2023 – Miglior film britannico per Gli spiriti dell'isola
  - 2023 – Candidatura al miglior regista per Gli spiriti dell'isola
  - 2023 – Miglior sceneggiatura originale per Gli spiriti dell'isola
- Mostra internazionale d'arte cinematografica
  - 2017 – Premio Osella per la migliore sceneggiatura per Tre manifesti a Ebbing, Missouri
  - 2022 – Premio Osella per la migliore sceneggiatura per Gli spiriti dell'isola
- Premio Laurence Olivier
  - 1997 – Candidatura al miglior nuovo spettacolo per The Beauty Queen of Leenane
  - 1998 – Candidatura alla miglior commedia per A Skull in Connemara
  - 2003 – Miglior commedia per The Lieutenant of Inishmore
  - 2004 – Miglior nuovo spettacolo per The Pillowman
  - 2016 – Miglior nuovo spettacolo per Hangmen
- Tony Award
  - 1998 – Candidatura al miglior spettacolo per The Beauty Queen of Leenane
  - 1999 – Candidatura al miglior spettacolo per Occidente solitario
  - 2005 – Candidatura al miglior spettacolo per The Pillowman
  - 2006 – Candidatura al miglior spettacolo per The Lieutenant of Inishmore
  - 2022 – Candidatura al miglior spettacolo per Hangmen
- Drama Desk Award
  - 1998 – Miglior spettacolo per The Beauty Queen of Leenane
  - 2005 – Candidatura al miglior spettacolo per The Pillowman
  - 2006 – Candidatura al miglior spettacolo per The Lieutenant of Inishmore
- Premio Europa per il teatro
  - 1999 – Premio Europa Realtà Teatrali